# هولغر جاكوبسن
هولغر جاكوبسن (بالدنماركية: Holger Jacobsen)‏ هو مهندس معماري دنماركي، ولد في 30 أكتوبر 1876 في أودنسه في الدنمارك، وتوفي في 27 مارس 1960 في كوبنهاغن في الدنمارك.

## معرض صور

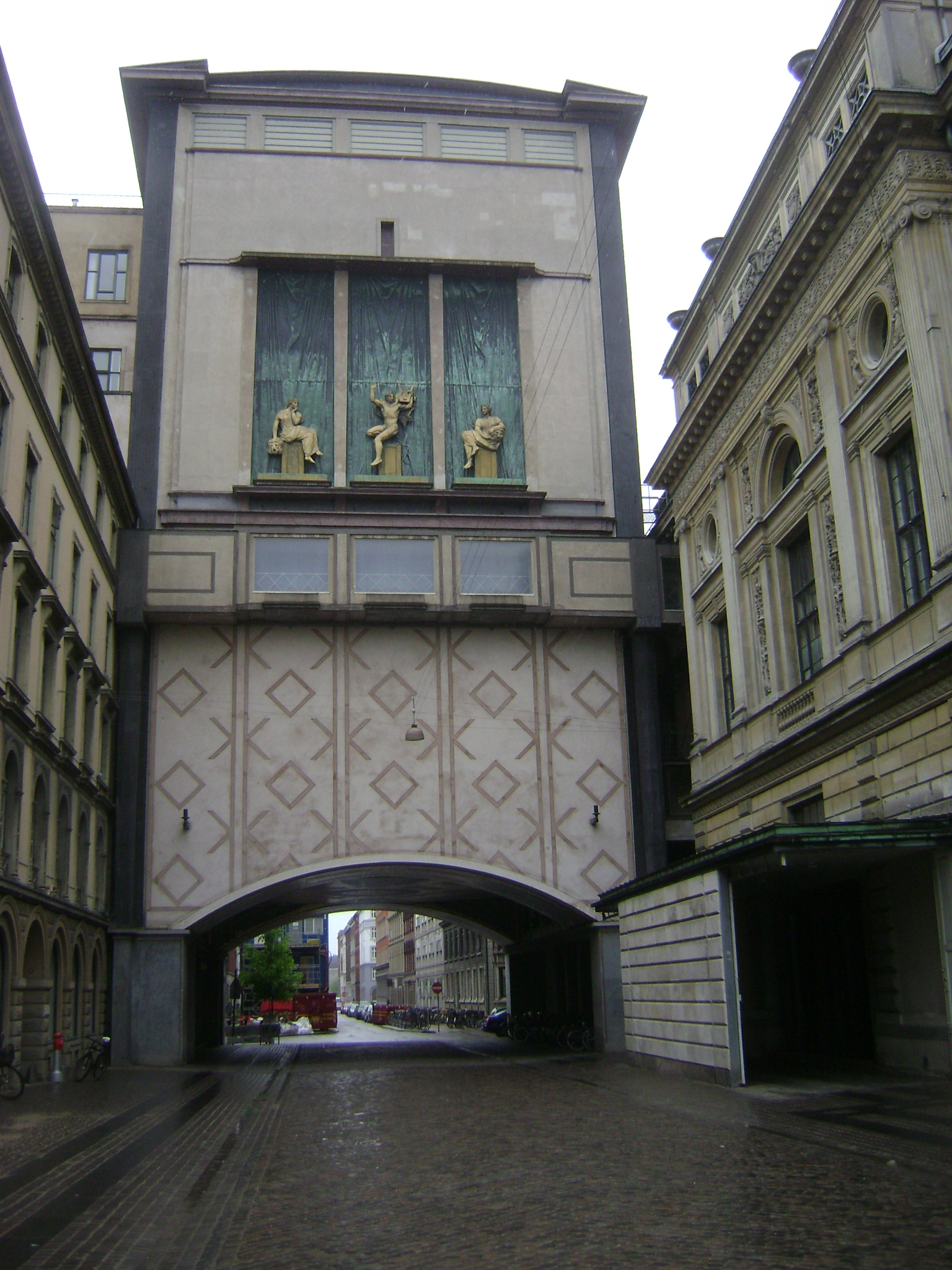
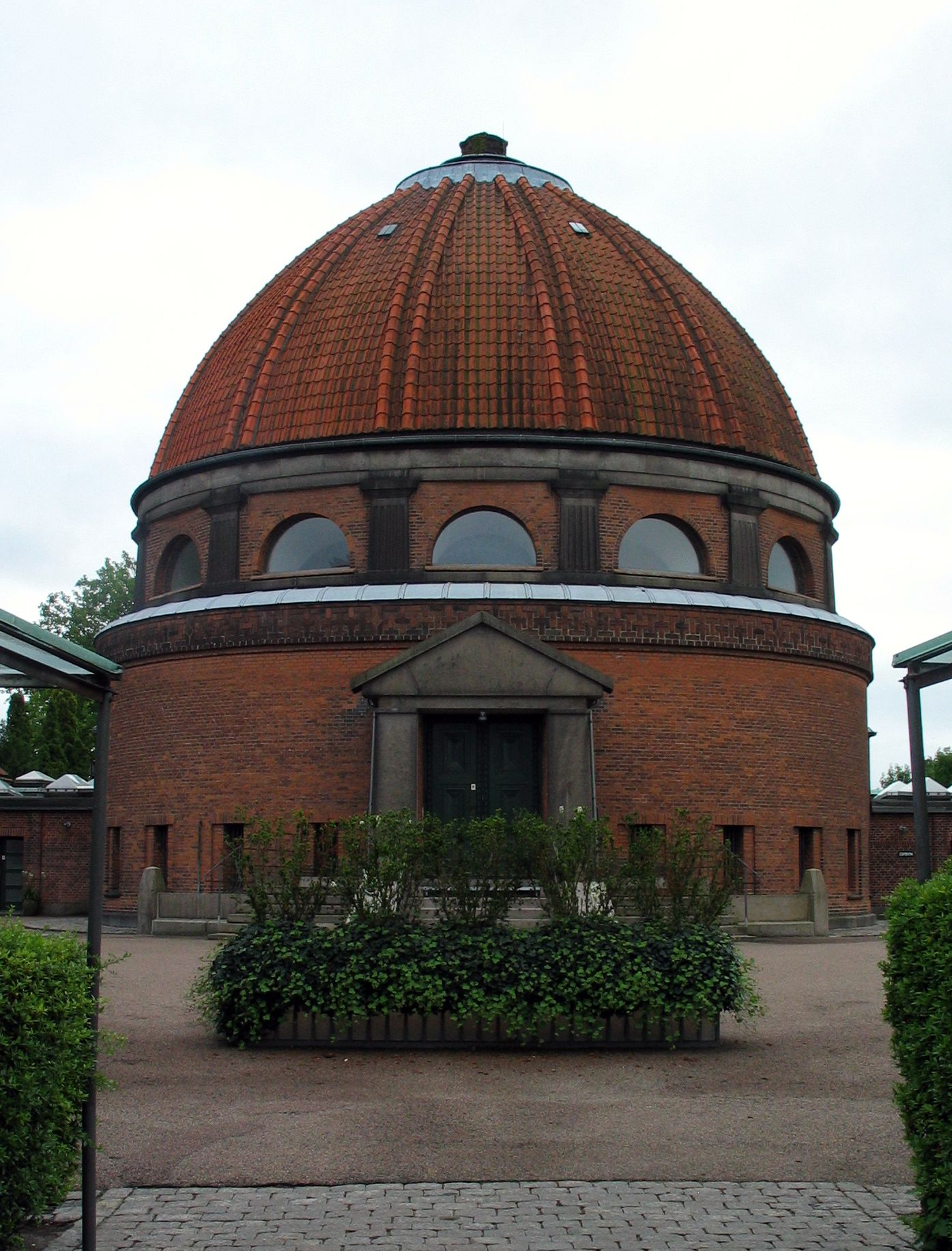
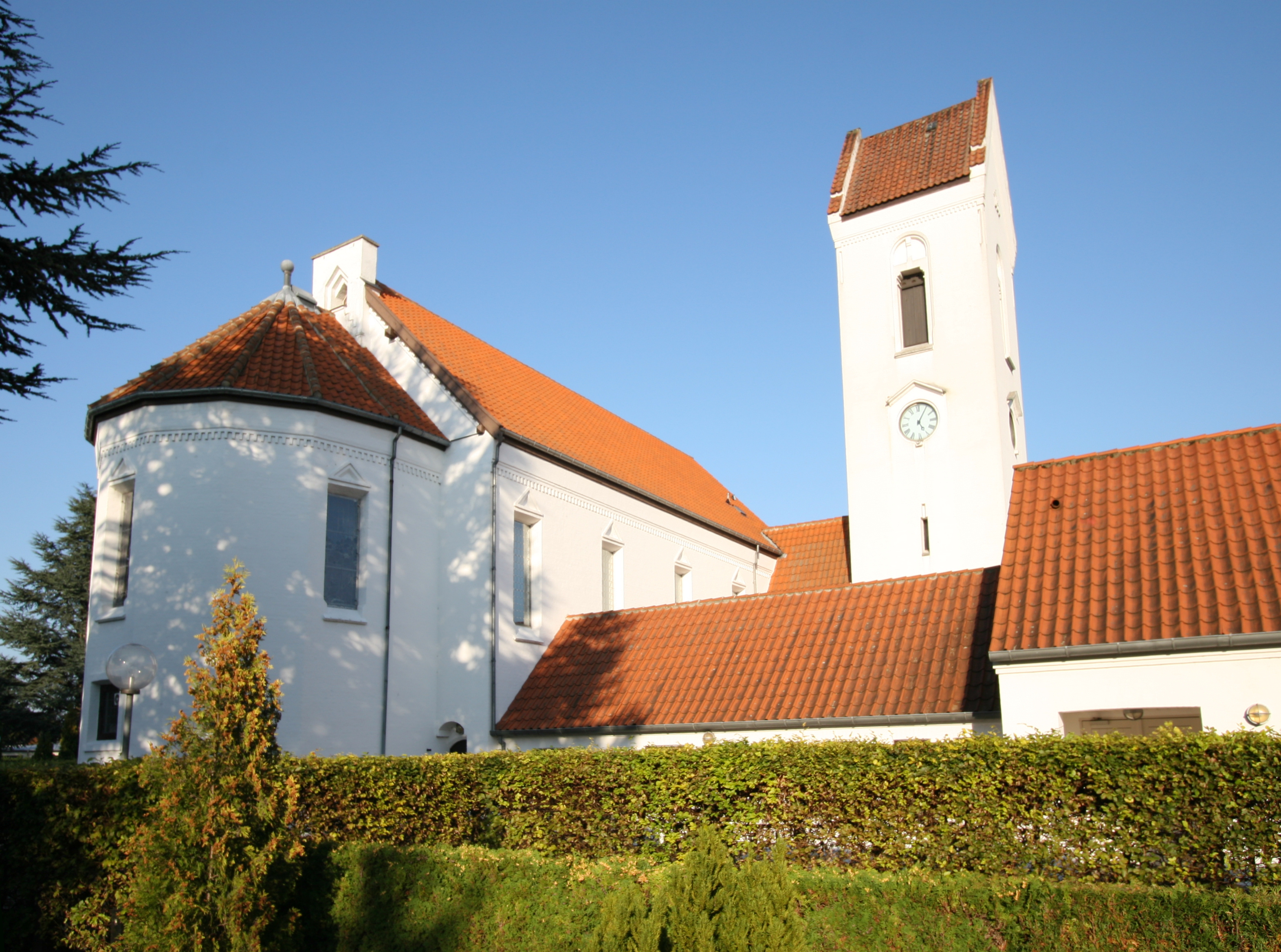